# 아카오 히카루
아카오 히카루(일본어: 赤尾 ひかる, 1995년 6월 16일 ~ )는 일본의 여성 성우. 사이타마현 출신. 아임 엔터프라이즈 소속.

## 주요 출연작

### TV 애니메이션
- 2016년
  - 러브 라이브! 선샤인!! - 여고생
  - 아인 - 여고생

- 2017년
  - 던전에서 만남을 추구하면 안 되는 걸까 외전 소드 오라토리아 - 루루네 루이

- 2018년
  - 메르헨 메드헨 - 우히르치카
  - 코믹 걸즈 - 모에타 카오루코, 냐오
  - 타임보칸 24 - 비서 로봇코
  - 하이스쿨 D×D HERO - 배역 불명
  - Back Street Girls - 스기하라 치카
  - 칠성의 스바루 - 아마네 하루나
  - 일하는 세포 - 혈소판2
  - 허긋토! 프리큐어 - 카와카미 아야
  - 율리시스: 잔 다르크와 연금의 기사 - 페이족B
  - 이웃집 흡혈귀 씨 - 애니캐릭터C

- 2019년
  - 엔드로~! - 유샤
  - 모브사이코 100 Ⅱ - 여대생
  - 카구야 님은 고백받고 싶어 ~천재들의 연애 두뇌전~ - 여학생
  - 그란벨름 - 코히나타 키보
  - 우리는 공부를 못해 - 마치코
  - 후르츠 바스켓 - 여학생
  - 불꽃 소방대 - 히나타&히카게
  - 어새신즈 프라이드 - 소니아

- 2020년
  - 라피스 리라이츠 - 메리베리
  - 런웨이에서 웃어줘 - 츠무라 이치카
  - 어설트 릴리 BOUQUET - 히토츠야나기 리리
  - 불꽃 소방대 2장 - 히카게 & 히나타
  - 주문은 토끼입니까? BLOOM - 여자

- 2021년
  - 게키돌 - 모리노 세리아
  - 뮤클드리미 - 파치파치부

### 극장판 & OVA
- 2017년
  - 주문은 토끼입니까?? ~디어 마이 시스터~ - 여자

- 2018년
  - 스트라이크 더 블러드Ⅲ - 카리

- 2019년
  - 극장판 던전에서 만남을 추구하면 안 되는 걸까: 오리온의 화살 - 루루네 루이

### 게임
- 2016년
  - 그랑블루 판타지 - 어릴 적 아폴로니아

- 2017년
  - 리디 & 수르의 아틀리에 ~신비한 그림의 연금술사~ - 수르 말렌
  - 소녀전선 - Mk23

- 2018년
  - 요리차원 - 백미밥, 서로인 스테이크
  - 마기아 레코드 마법소녀 마도카☆마기카 외전 - 치아키 리코
  - 온게키 - 호시자키 아카리

- 2019년
  - 네르케와 전설의 연금술사들 - 수르 말렌
  - 하얀고양이 프로젝트 - 리체 파스라 올리버
  - 케모노 프렌즈 3 - 알파카 와카이야

- 2020년
  - ATRI -My Dear Moments- - 아트리
  - 명일방주 - 버블

- 2021년
  - 어설트 릴리 Last Bullet - 히토츠야나기 리리
  - 블루 아카이브 - 시모에 코하루
  - 소녀전선 - QSB-91
  - 아주르 레인 - 아처 피쉬
  - 앨리스 기어 아이기스 - 미야미나미 히카리
  - 영원한 7일의 도시 - 슐리토